# ランボー ラスト・ブラッド
『ランボー ラスト・ブラッド』（原題：Rambo: Last Blood）は、2019年公開のアメリカ合衆国のアクション映画。

## 概要
シルヴェスター・スタローン主演の人気アクション映画『ランボーシリーズ』の第5作目かつ完結編。R15+指定。監督は『キック・オーバー』のエイドリアン・グランバーグ、脚本はマシュー・シラルニックとシルヴェスター・スタローンの共同執筆。パス・ベガ、セルヒオ・ペリス＝メンチェータ、アドリアナ・バラッザ、イヴェット・モンレアル、ホアキン・コシオ、オスカル・ハエナダらが共演している。
前作『ランボー/最後の戦場』以降、5作目の計画は度々発表され、異なるプロットが開発されたり、キャンセルされたりしていた。ついに2018年5月、グランバーグが監督を務めることが発表された。主な撮影は2018年10月にブルガリアとスペインで開始され、2018年12月に終了し、2019年5月に追加撮影が行われた。ブライアン・タイラーが本作の音楽に戻ってきた。
2019年9月20日に米国で劇場公開され、脚本や生々しい暴力シーンが、メキシコに対する人種差別や外国人嫌悪につながるとして非難を受けた。 5000万ドルの製作予算に対して、全世界で9100万ドルの興行収入を記録した。
ランボーシリーズ恒例の弓矢を使って攻撃するシーンは今作にも存在する。

## あらすじ
ビルマでの出来事から11年後、ベトナム戦争の退役軍人ジョン・ランボーは、アリゾナ州ボウイの亡き父の牧場で、父の代からここで働く旧友マリア・ベルトランとその孫娘で大学進学を控えたガブリエラと共に暮らしていた。ガブリエラはランボーに、友人のジゼルがメキシコでガブリエラの実父マヌエルを見つけたことを告げる。ランボーとマリアはガブリエラを引き止めるが、ガブリエラはマヌエルがなぜ自分と母親を捨てたのかを聞くために、こっそり車でメキシコに向かう。ジゼルがガブリエラをマヌエルのアパートに案内すると、マヌエルはガブリエラや母のことを想っていなかったと冷たく言い放つ。
傷心のガブリエラはジゼルに近くのクラブに連れて行かれるが、メキシコのカルテルに誘拐され、麻薬漬けにされてしまう。一方、マリアはランボーにガブリエラがメキシコで失踪したことを知らせる。ランボーはメキシコに急行し、ジゼルにガブリエラの行方を問い質する。ランボーに脅されたジゼルは、しぶしぶランボーをガブリエラが最後に目撃されたクラブに案内し、彼は最後にガブリエラと話した男エル・フラコと対決する。そんなランボーを謎の女性カルメン・デルガドが見張っていた。エル・フラコがガブリエラを誘拐したことを突き止めると、ランボーはすぐに救出に向かうが、カルテルに捕まり暴行を受けてしまう。カルテルを率いるウーゴとビクトルのマルティネス兄弟は、ランボーの牧場の場所が書かれた運転免許証とガブリエラの写真を奪い取る。カルテルはランボーの行為を理由に、さらにガブリエラを虐待すると宣言する。
カルメンはランボーを自宅に連れ帰り、ランボーの怪我が完治するまで世話をする。一方、カルテルの手に落ちたガブリエラは服を剥ぎ取られ、ヘロインを何度も投薬され、売春宿に売られて何度もレイプされる。カルメンは、自分は妹を誘拐して殺害したマルティネス兄弟の調査をしている独立系ジャーナリストだと明かす。ランボーはその後、売春宿を襲撃し、数人の男を殺害してガブリエラの救出に成功する。帰りの車の中でランボーは10年間自分に希望を与えてくれたガブリエラに感謝するが、ガブリエラは薬物の過剰摂取で死んでしまう。ガブリエラの死に悲しむマリアは孫娘との思い出の地である牧場を去るが、激怒したランボーはマルティネス兄弟との対決を決意し、牧場に多数の罠を仕掛ける。メキシコに戻った彼は、カルメンにビクトルを見つけるための協力を求める。カルメンは最初は拒否し、何の解決にもならないとランボーに告げるが、彼女の悲しみと不満を訴えて協力させる。
ランボーはビクトルの屋敷に忍び込むと、暗闇に紛れてナイフで警備員達を殺害し、シャワーを浴びていたビクトルを襲撃する。翌日ウーゴは、首を切断されたビクトルの遺体を発見し、ランボーに復讐するため傭兵たちを集める。国境を抜ける秘密トンネルを経てアリゾナへやってきたウーゴ達はランボーの牧場を襲撃するが、ランボーによって待ち伏せを受け、牧場の地下に掘られたトンネル網に誘い込まれる。そこには、ランボーがベトナム戦争で経験した北ベトナム軍やベトコンの様々な罠が仕掛けられていた。傭兵たちは罠に掛かって次々と命を落とし、重傷を負い、急襲をしかけてきたランボーに殺害される。生き残りがウーゴただ一人となった時、ランボーはトンネルを爆破、命からがら納屋の内部へ脱出したウーゴだったが、ランボーは彼を納屋の戸に弓矢で磔にし、生きたまま心臓を抉り出して殺害する。
傭兵たちとの戦闘で負傷し、弱ったランボーは父の家のポーチに座り、愛する人たちの思い出を生きたままにしておくために戦い続けることを誓う。クレジットの間に、ランボーが馬に乗って夕日に向かって走り去り、ランボーシリーズの過去の映画のシーンがフラッシュバックする。

## 登場人物
ジョン・ランボー
演 - シルヴェスター・スタローン
ベトナム戦争の退役軍人。物語開始時点の11年前に故郷に帰還し、マリアたちと牧場を切り盛りしながら生活している。ベトナム戦争で仲間を救えなかったことを今でも後悔しており精神安定剤を服用している。
カルメン・デルガド
演 - パス・ベガ
独立系ジャーナリスト。妹をマルティネス兄弟に殺された過去がある。組織を追いかける一環で組織に捕まったランボーを助ける。
ウーゴ・マルティネス
演 - セルヒオ・ペリス＝メンチェータ
カルテルを率いる男。凶悪な男。弟をいつも叱っているが愛情はある。
マリア・ベルトラン
演 - アドリアナ・バラッザ
ランボーの旧友。ガブリエラの祖母。ランボーの父の代から牧場で働いている。ランボーの理解者で過去のことで苦しんでいるランボーを慰めている。
ガブリエラ
演 - イヴェット・モンレアル
マリアの孫娘。母は既に亡くなっている。父に対しても一応の思うところはあった。ランボーには馬のトレーナーの才能を見出されているが彼女自身は大学に行くことを考えている。父から愛されていなかったことを知りショックを受けた後組織に捕まり、麻薬を過剰摂取させられて死亡する。
ビクトル・マルティネス
演 - オスカル・ハエナダ
ウーゴの弟。ランボーに首を刎ねられて死亡する。
エル・フラコ
演 - パスカシオ・ロペス
売春斡旋と麻薬密売を手掛ける。ガブリエラに睡眠薬を飲ませて連れ去る。
ジゼル
演 - フェネッサ・ピネダ
ガブリエラの友人。ランボーとも何度か会っている。ガブリエルにマヌエラの情報を教える。ガブリエラを組織に売る。
マヌエル
演 - マルコ・デ・ラ・O
ガブリエラの父。愛人と同棲している。救いようのない悪党でランボーやマリアからも軽蔑されており、ガブリエラにも「愛していない。二度と来るな。」と冷たく言い放つ。

## キャスト
| 役名                   | 俳優                           | 日本語吹替 | 日本語吹替                                                                                      |
| 役名                   | 俳優                           | 劇場公開版 | BSテレ東版                                                                                      |
| ---------------------- | ------------------------------ | --- | ----------------------------------------------------------------------------------------------- |
| ジョン・ランボー       | シルヴェスター・スタローン     | ささきいさお | ささきいさお                                                                                    |
| カルメン・デルガド     | パス・ベガ                     | 井上喜久子 | 田中敦子                                                                                        |
| ウーゴ・マルティネス   | セルヒオ・ペリス＝メンチェータ | 武田真治 | 堀内賢雄                                                                                        |
| マリア・ベルトラン     | アドリアナ・バラッザ           | 小宮和枝 | 小宮和枝                                                                                        |
| ガブリエラ             | イヴェット・モンレアル         | 花澤香菜 | 種﨑敦美                                                                                        |
| ビクトル・マルティネス | オスカル・ハエナダ             | ケンドーコバヤシ | 西凜太朗                                                                                        |
| エル・フラコ           | パスカシオ・ロペス             | 森宮隆 | 田所陽向                                                                                        |
| ジゼル                 | フェネッサ・ピネダ             | 加藤美佐 | 白石涼子                                                                                        |
| マヌエル               | マルコ・デ・ラ・O              | 丸山壮史 | 河本邦弘                                                                                        |
| ドン・ミゲル           | リック・ジンゲール             | 魚建 | 玉野井直樹                                                                                      |
| ドン・マヌエル         | ホアキン・コシオ               | |                                                                                                 |
| 保安官                 | ルイス・マンディロア           | |                                                                                                 |
| 役不明又はその他       |                                | 石井未紗 鈴木琢磨 米倉希代子 藤井隼 菊池康弘 岡本幸輔 谷内健 小林さとみ 白滝まつり 堀総士郎 斎藤寛仁 三瓶雄樹 赤坂柾之 | 棟方真梨子 細川祥央 三重野帆貴 佐久間元輝 玉井勇輝 上住谷崇 木村香央里 峰晃弘 渡邊景日 田島章寛 |
| 日本語版制作スタッフ   |                                | |                                                                                                 |
| 演出                   |                                | 高橋剛 | 高橋剛                                                                                          |
| 翻訳                   |                                | 平田勝茂 | 平田勝茂                                                                                        |
| 調整                   |                                | 高見元太 | 重光秀樹                                                                                        |
| 担当                   |                                | | 別府憲治 宮地奈緒 （HALF H･P STUDIO）                                                           |
| プロデューサー         |                                | | 久保一郎 （テレビ東京）                                                                         |
| 制作                   |                                | HALF H・P STUDIO | BSテレ東 HALF H･P STUDIO                                                                        |
| 初回放送               |                                | | 2022年12月19日 『シネマクラッシュ』 18:54-20:54                                                 |